# Síndrome de Marfan
Síndrome de Marfan é uma doença genética do tecido conjuntivo. O grau em que afeta a pessoa é variável. As pessoas com síndrome de Marfan tendem a ser altas e magras, com braços, pernas e dedos compridos e geralmente apresentam hipermobilidade das articulações e escoliose. As complicações mais graves geralmente envolvem o coração e a aorta, com aumento do risco de prolapso da válvula mitral e aneurisma da aorta. Entre outras partes frequentemente afetadas estão os pulmões, olhos, ossos e a camada que envolve a medula espinal.
A síndrome de Marfan é causada por uma mutação no gene FBN1, um dos genes que constitui a fibrilina, que resulta na formação de tecido conjuntivo anormal. É uma doença autossómica dominante. Em cerca de 75% dos casos a condição é herdada de um dos progenitores, sendo nos restantes 25% uma nova mutação. O diagnóstico baseia-se nos critérios de Ghent.
Não se conhece cura para a doença. Com tratamento adequado, muitas pessoas apresentam uma esperança de vida normal. Em muitos casos, o tratamento consiste na administração de betabloqueadores como o propranolol ou atenolol ou, quando não são tolerados, bloqueadores dos canais de cálcio ou inibidores da ECA. Em alguns casos pode ser necessária cirurgia para reparar a aorta ou substituir uma válvula cardíaca. É também recomendado evitar exercício físico intenso.
A doença afeta 1 em cada 5 000-10 000 pessoas. A frequência é idêntica em ambos os sexos entre diferentes etnias e entre as várias regiões do mundo. A doença é assim denominada em homenagem ao pediatra francês Antoine Marfan, o primeiro a descrever a condição em 1896.